# Tatsumi Iida
Tatsumi Iida (飯田 健巳 Iida Tatsumi?, nacido el 22 de julio de 1985 en Kanagawa) es un exfutbolista japonés que se desempeñaba como guardameta.

## Trayectoria

### Clubes
| Club            | País  | Año         |
| --------------- | ----- | ----------- |
| Tochigi SC      | Japón | 2008        |
| Yokohama FC     | Japón | 2009        |
| Tochigi SC      | Japón | 2010        |
| Kataller Toyama | Japón | 2011 - 2017 |

## Estadística de carrera

### J. League
| Club            | Año   | J. League | J. League | Copa J. League | Copa J. League | Total | Total |
| Club            | Año   | Part.     | Goles     | Part.          | Goles          | Part. | Goles |
| --------------- | ----- | --------- | --------- | -------------- | -------------- | ----- | ----- |
| Yokohama FC     | 2009  | 0         | 0         | -              | -              | 0     | 0     |
| Tochigi SC      | 2010  | 0         | 0         | -              | -              | 0     | 0     |
| Kataller Toyama | 2011  | 17        | 0         | -              | -              | 17    | 0     |
| Kataller Toyama | 2012  | 8         | 0         | -              | -              | 8     | 0     |
| Kataller Toyama | 2013  | 3         | 0         | -              | -              | 3     | 0     |
| Kataller Toyama | 2014  | 17        | 0         | -              | -              | 17    | 0     |
| Kataller Toyama | 2015  | 13        | 0         | -              | -              | 13    | 0     |
| Kataller Toyama | 2016  | 4         | 0         | -              | -              | 4     | 0     |
| Kataller Toyama | 2017  | 0         | 0         | -              | -              | 0     | 0     |
| Total           | Total | 62        | 0         | 0              | 0              | 62    | 0     |